# T'estimo fins a la mort
T'estimo fins a la mort (títol original en anglès: I Love You to Death) és una pel·lícula estatunidenca dirigida per Lawrence Kasdan, estrenada l'any 1990. Aquesta pel·lícula ha estat doblada al català.

## Argument
Joey Boca (Kevin Kline) és un seductor impenitent. La seva esposa Rosalie descobreix les seves infidelitats i decideix matar-lo. Però Joey sembla indestructible.

## Repartiment
- Kevin Kline: Joey Boca
- Tracey Ullman: Rosalie Boca
- Joan Plowright: Nadja
- River Phoenix: Devo Nod
- William Hurt: Harlan James
- Keanu Reeves: Marlon James
- James Gammon: El tinent Larry Schooner
- Jack Kehler: El sergent Carlos Wiley
- Victoria Jackson: Lacey
- Alisan Porter: Carla Boca
- Jon Kasdan: Dominic Boca
- Heather Graham: Bridget
- Miriam Margolyes: la mare de Joey
- Phoebe Cates: la companya de Joey a la discoteca (no surt als crèdits)